# Villers-Bocage, Somme

Villers-Bocage este o comună în departamentul Somme, Franța. În 1 ianuarie 2022 avea o populație de 1.509 de locuitori.